# Wa ouest
Pour les articles homonymes, voir Wa.
Le district de Wa ouest  (officiellement Wa West District, en Anglais) est l’un des 9 districts de la Région du Haut Ghana occidental au Ghana.

## Villages du district
- Vieri
- Metiaw
- Nyoli (Yipehiboa)
- Nechau (Wechia)
- Ga

## Sources
- GhanaDistricts.com